# Tacazzea
Tacazzea es un género perteneciente a la familia de las apocináceas con 25 especies de plantas fanerógamas . Es originario de África donde se encuentra como lianas en las tierras bajas a lo largo de los bosques pantanosos de agua dulce y en los bosques de montaña.

## Descripción
Son arbustos y lianas que alcanzan los 20 m de altura, ricamente ramificados, formado sus órganos subterráneos  las raíces fibrosas. Las hojas son opuestas, raramente verticiladas, coriáceas, herbáceas, de 6-13 cm de largo y 2.8 cm de ancho, elípticas a ovadas, basalmente cordadas o cuneadas, el ápice acuminado, con o sin dos coléteres en la base de la hojas, con  línea interpetiolar.
Las inflorescencias son axilares y terminales, ocasionalmente dos por nodo, más largas, rara vez más cortas que las hojas adyacentes, con muchas flores, laxas.

## Especies
| - Tacazzea africana - Tacazzea amplifolia - Tacazzea apiculata - Tacazzea bagshawei - Tacazzea barteri - Tacazzea brazzaeana - Tacazzea conferta - Tacazzea floribunda - Tacazzea galactagoga - Tacazzea kirkii - Tacazzea laxiflora - Tacazzea martini | - Tacazzea natalensis - Tacazzea nigritana - Tacazzea oleander - Tacazzea pedicellata - Tacazzea rosmarinifolia - Tacazzea salicina - Tacazzea tholloni - Tacazzea tomentosa - Tacazzea venosa - Tacazzea verticillata - Tacazzea viridis - Tacazzea volubilis - Tacazzea welwitschii |